# 布萊尼姆 (紐約州)
布萊尼姆（英語：Blenheim）是一個位於美國紐約州斯科哈里縣的鎮。

## 人口
根據2020年美國人口普查的數據，布萊尼姆的面積為89.06平方千米，當中陸地面積為87.87平方千米，而水域面積為1.19平方千米。當地共有人口308人，而人口密度為每平方千米3人。